# メラーナ
メラーナ（伊: Merana）は、イタリア共和国ピエモンテ州アレッサンドリア県にある、人口約200人の基礎自治体（コムーネ）。

## 地理

### 位置・広がり
| 隣接するコムーネは以下の通り。括弧内のSVはサヴォーナ県、ATはアスティ県所属を示す。 - ピアーナ・クリージア (SV) - セローレ (AT) - スピーニョ・モンフェッラート |

### 地震分類
イタリアの地震リスク階級 (it) では、3 に分類される
。

## 交通

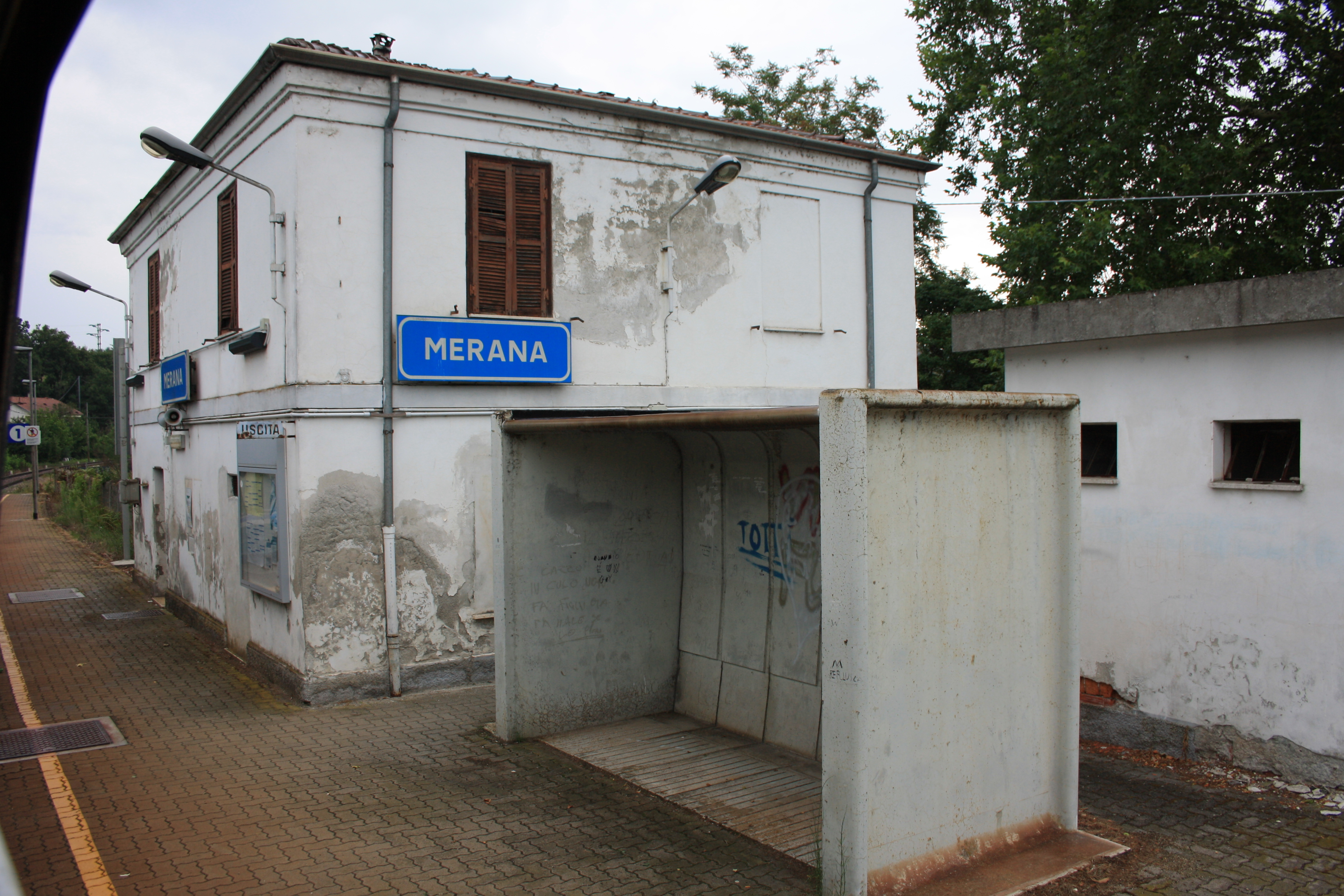
メラーナ駅

鉄道アレッサンドリア＝サン・ジュゼッペ・ディ・カイロ＝サヴォーナ線の駅がある。